# Lamborghini P140
Der Lamborghini P140 ist ein Prototyp des italienischen Sportwagenherstellers Lamborghini aus dem Jahr 1987. Dieser Prototyp sollte 1996 in Serie gehen und somit den Jalpa ablösen, doch es blieb bei einer Einzelanfertigung.

## Motor
Der V10-Motor des Prototyps mit einem Hubraum von 3,9 Liter leistet 372 PS (rund 275 kW) bei einer Drehzahl von max. 7000 /min. Die Beschleunigung von 0 auf 100 km/h schafft der Wagen in ca. fünf Sekunden, die Höchstgeschwindigkeit liegt bei über 300 km/h. Der Preis sollte bei ca. 200.000 DM liegen.

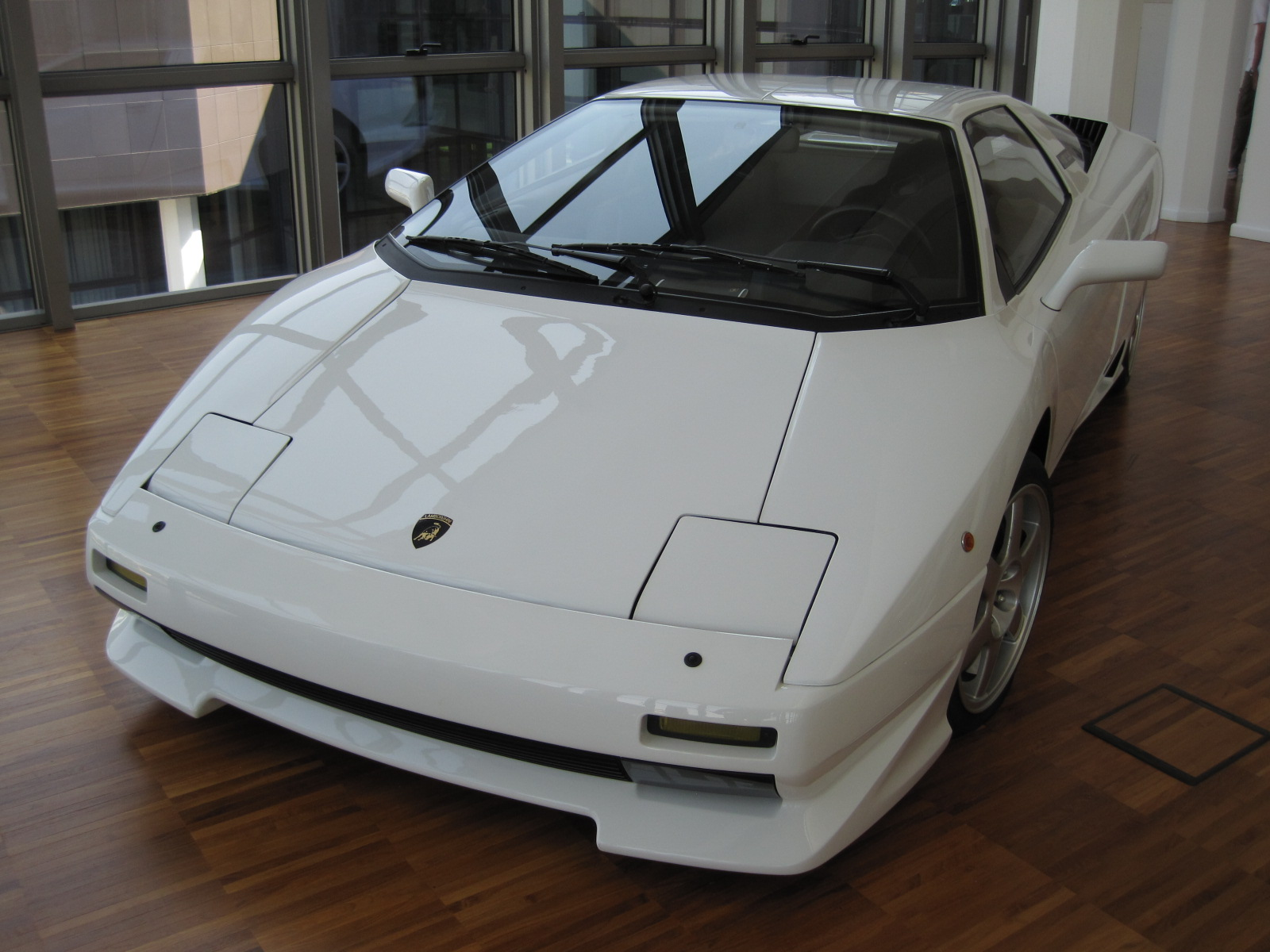
Front
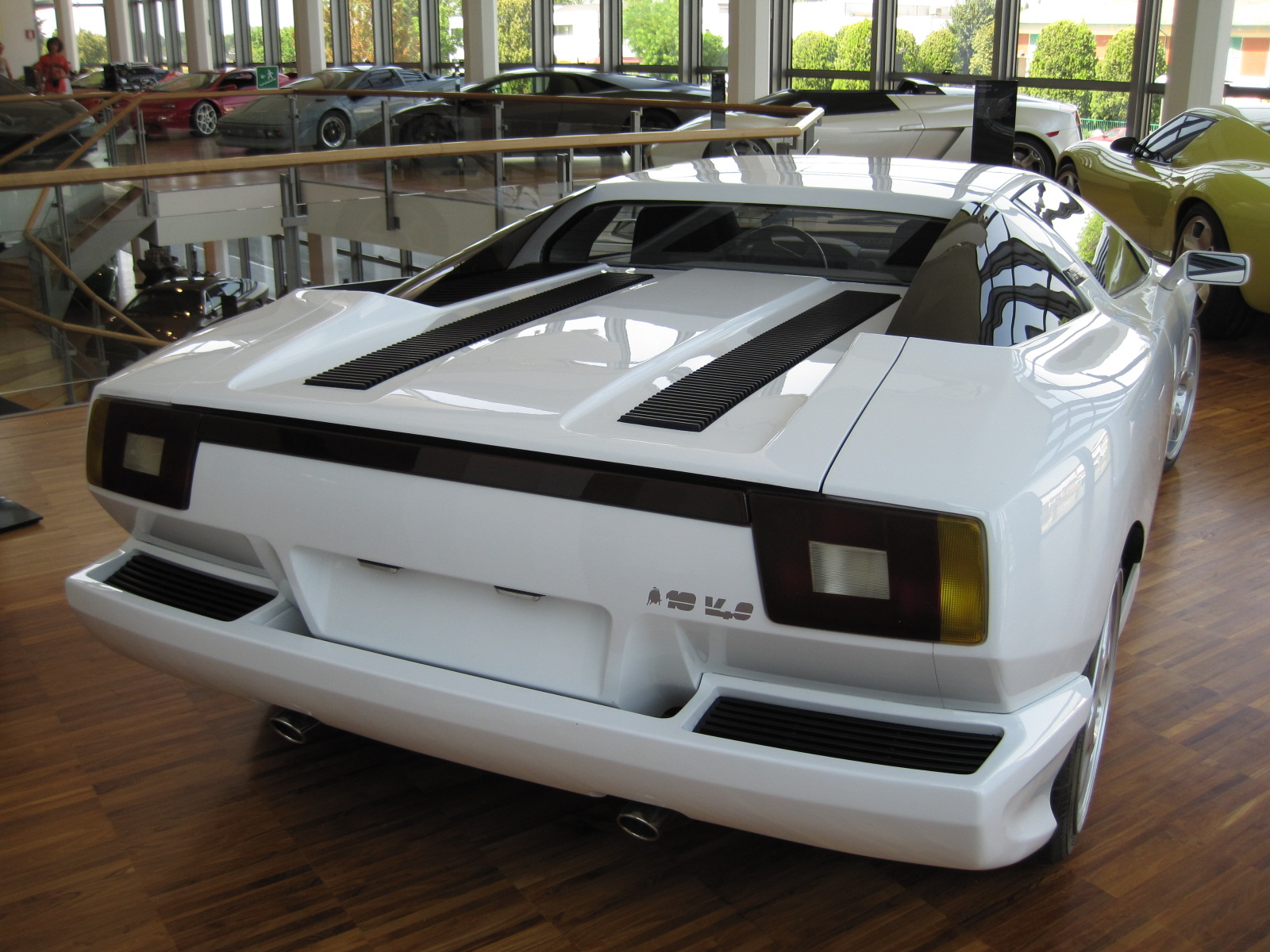
Heck